# UCI WorldTour de 2019
O UCI WorldTour de 2019 foi a nona edição do máximo calendário ciclista a nível mundial baixo a organização da UCI.
O calendário teve 38 carreiras, as mesmas carreiras que a edição anterior mais os Três Dias de Bruges–De Panne. Começou a 15 de janeiro com a disputa do Tour Down Under na Austrália e finalizou a 22 de outubro com o Tour de Guangxi na China.

## Equipas
Veja-se UCI WorldTeam
Para 2019 as equipas UCI WorldTeam foram 18, igual número que a edição anterior. Para esta temporada na máxima categoria mudaram de nome por troca de novos patrocinadores as equipas Deceuninck-Quick Step e a Team Jumbo-Visma. Assim mesmo, a equipa BMC Racing Team desapareceu como equipa, e em sua substituição com a licença ingressou a nova equipa CCC Team. Em maio, a Team Sky mudou o seu nome para Team INEOS.
| Código UCI | Equipa                              |
| ---------- | ----------------------------------- |
| ALM        | AG2R La Mondiale                    |
| AST        | Astana Pro Team                     |
| TBM        | Bahrain Merida Pro Cycling Team     |
| BOH        | Bora-Hansgrohe                      |
| CPT        | CCC Team                            |
| DQT        | Deceuninck-Quick Step               |
| EF1        | EF Education First Pro Cycling Team |
| GFC        | Groupama-FDJ                        |
| LTS        | Lotto Soudal                        |
| MTS        | Mitchelton-Scott                    |
| MOV        | Movistar Team                       |
| TDD        | Team Dimension Data                 |
| INS        | Team INEOS                          |
| TJV        | Team Jumbo-Visma                    |
| TKA        | Team Katusha-Alpecin                |
| SUN        | Team Sunweb                         |
| TFS        | Trek-Segafredo                      |
| UAD        | UAE Team Emirates                   |

## Carreiras
| UCI World Tour de 2019 | UCI World Tour de 2019 | UCI World Tour de 2019            | UCI World Tour de 2019 | UCI World Tour de 2019 |
| Data                   | País                   | Corrida                           | Vencedor               |                        |
| ---------------------- | ---------------------- | --------------------------------- | ---------------------- | ---------------------- |
| 15 – 20 jan.           | Austrália              | Tour Down Under                   | Daryl Impey            |                        |
| 27 jan.                | Austrália              | Cadel Evans Great Ocean Road Race | Elia Viviani           |                        |
| 24 fev. – 2 mar.       | Emirados Árabes Unidos | UAE Tour                          | Primož Roglič          |                        |
| 2 mar.                 | Bélgica                | Omloop Het Nieuwsblad             | Zdeněk Štybar          |                        |
| 9 mar.                 | Itália                 | Strade Bianche                    | Julian Alaphilippe     |                        |
| 10 – 17 mar.           | França                 | Paris-Nice                        | Egan Bernal            |                        |
| 13 – 19 mar.           | Itália                 | Tirreno-Adriático                 | Primož Roglič          |                        |
| 23 mar.                | Itália                 | Milão-Sanremo                     | Julian Alaphilippe     |                        |
| 25 – 31 mar.           | Espanha                | Volta à Catalunha                 | Miguel Ángel López     |                        |
| 27 mar.                | Bélgica                | Três dias de Bruges–De Panne      | Dylan Groenewegen      |                        |
| 29 mar.                | Bélgica                | E3 Saxo Bank Classic              | Zdeněk Štybar          |                        |
| 31 mar.                | Bélgica                | Gante-Wevelgem                    | Alexander Kristoff     |                        |
| 3 abr.                 | Bélgica                | Através de Flandres               | Mathieu van der Poel   |                        |
| 7 abr.                 | Bélgica                | Volta à Flandres                  | Alberto Bettiol        |                        |
| 8 – 13 abr.            | Espanha                | Volta ao País Basco               | Ion Izagirre           |                        |
| 14 abr.                | França                 | Paris-Roubaix                     | Philippe Gilbert       |                        |
| 16 – 21 abr.           | Turquia                | Volta à Turquia                   | Felix Großschartner    |                        |
| 21 abr.                | Países Baixos          | Amstel Gold Race                  | Mathieu van der Poel   |                        |
| 24 abr.                | Bélgica                | Flecha Valona                     | Julian Alaphilippe     |                        |
| 28 abr.                | Bélgica                | Liège-Bastogne-Liège              | Jakob Fuglsang         |                        |
| 30 abr. – 5 mai.       | Suíça                  | Volta à Romandia                  | Primož Roglič          |                        |
| 1 mai.                 | Alemanha               | Grande Prémio de Frankfurt        | Pascal Ackermann       |                        |
| 11 mai. – 2 jun.       | Itália                 | Giro d'Italia                     | Richard Carapaz        |                        |
| 12 – 18 mai.           | Estados Unidos         | Volta a Califórnia                | Tadej Pogačar          |                        |
| 9 – 16 jun.            | França                 | Critérium du Dauphiné             | Jakob Fuglsang         |                        |
| 15 – 23 jun.           | Suíça                  | Volta à Suíça                     | Egan Bernal            |                        |
| 6 – 28 jul.            | França                 | Tour de France                    | Egan Bernal            |                        |
| 3 ago.                 | Espanha                | Clássica de San Sebastián         | Remco Evenepoel        |                        |
| 3 – 9 ago.             | Polónia                | Volta à Polónia                   | Pavel Sivakov          |                        |
| 4 ago.                 | Reino Unido            | RideLondon-Surrey Classic         | Elia Viviani           |                        |
| 12 – 18 ago.           | Bélgica                | Benelux Tour                      | Laurens De Plus        |                        |
| 24 ago. – 15 set.      | Espanha                | Volta a Espanha                   | Primož Roglič          |                        |
| 25 ago.                | Alemanha               | Clássica de Hamburgo              | Elia Viviani           |                        |
| 1 set.                 | França                 | Bretagne Classic                  | Sep Vanmarcke          |                        |
| 13 set.                | Canadá                 | Grande Prêmio de Quebec           | Michael Matthews       |                        |
| 15 set.                | Canadá                 | Grande Prêmio de Montreal         | Greg Van Avermaet      |                        |
| 12 out.                | Itália                 | Giro di Lombardia                 | Bauke Mollema          |                        |
| 17 – 22 out.           | China                  | Tour de Guangxi                   | Enric Mas              |                        |

## Classificações Ranking Mundial (UCI World Ranking)
Esta é a classificação oficial do Ranking Mundial (UCI World Ranking) 2019 depois da disputa do Tour de Guangxi:
Nota: ver Barómetros de pontuação

### Classificação individual
| Posição | Corredor           | Equipa                | Pontos  |
| ------- | ------------------ | --------------------- | ------- |
| 1.º     | Primož Roglič      | Jumbo-Visma           | 4705,28 |
| 2.º     | Julian Alaphilippe | Deceuninck-Quick Step | 3569,95 |
| 3.º     | Jakob Fuglsang     | Astana                | 3472,5  |
| 4.º     | Egan Bernal        | INEOS                 | 3346,75 |
| 5.º     | Alejandro Valverde | Movistar              | 3297    |
| 6.º     | Greg Van Avermaet  | CCC                   | 2947,33 |
| 7.º     | Pascal Ackermann   | Bora-Hansgrohe        | 2538    |
| 8.º     | Alexander Kristoff | UAE Emirates          | 2484,5  |
| 9.º     | Elia Viviani       | Deceuninck-Quick Step | 2392,12 |
| 10.º    | Peter Sagan        | Bora-Hansgrohe        | 2232    |

| Posições 11º ao 20º | Posições 11º ao 20º  | Posições 11º ao 20º | Posições 11º ao 20º |
| ------------------- | -------------------- | ------------------- | ------------------- |
| 11.º                | Bauke Mollema        | Trek-Segafredo      | 2220                |
| 12.º                | Mathieu van der Poel | Corendon-Circus     | 2205                |
| 13.º                | Diego Ulissi         | UAE Emirates        | 2084                |
| 14.º                | Oliver Naesen        | AG2R La Mondiale    | 2072                |
| 15.º                | Tadej Pogačar        | UAE Emirates        | 2065,33             |
| 16.º                | Emanuel Buchmann     | Bora-Hansgrohe      | 2043                |
| 17.º                | Tim Wellens          | Lotto Soudal        | 1936,18             |
| 18.º                | Adam Yates           | Mitchelton-Scott    | 1927,57             |
| 19.º                | Matteo Trentin       | Mitchelton-Scott    | 1920                |
| 20.º                | Caleb Ewan           | Lotto Soudal        | 1845                |

### Classificação mundial de carreiras de um dia
| Posição | Corredor             | Equipa                | Pontos |
| ------- | -------------------- | --------------------- | ------ |
| 1.º     | Greg Van Avermaet    | CCC                   | 2350   |
| 2.º     | Alexander Kristoff   | UAE Emirates          | 2074   |
| 3.º     | Julian Alaphilippe   | Deceuninck-Quick Step | 1847   |
| 4.º     | Jakob Fuglsang       | Astana                | 1845   |
| 5.º     | Mathieu van der Poel | Corendon-Circus       | 1830   |
| 6.º     | Pascal Ackermann     | Bora-Hansgrohe        | 1785   |
| 7.º     | Bauke Mollema        | Trek-Segafredo        | 1690   |
| 8.º     | Elia Viviani         | Deceuninck-Quick Step | 1630   |
| 9.º     | Oliver Naesen        | AG2R La Mondiale      | 1597   |
| 10.º    | Peter Sagan          | Bora-Hansgrohe        | 1507   |

### Classificação mundial de carreiras por etapas
| Posição | Corredor           | Equipa                | Pontos  |
| ------- | ------------------ | --------------------- | ------- |
| 1.º     | Primož Roglič      | Jumbo-Visma           | 4005,28 |
| 2.º     | Egan Bernal        | INEOS                 | 2606,75 |
| 3.º     | Alejandro Valverde | Movistar              | 1858    |
| 4.º     | Nairo Quintana     | Movistar              | 1830    |
| 5.º     | Tadej Pogačar      | UAE Emirates          | 1811    |
| 6.º     | Julian Alaphilippe | Deceuninck-Quick Step | 1694,95 |
| 7.º     | Jakob Fuglsang     | Astana                | 1627,5  |
| 8.º     | Emanuel Buchmann   | Bora-Hansgrohe        | 1603    |
| 9.º     | Richard Carapaz    | Movistar              | 1602    |
| 10.º    | Adam Yates         | Mitchelton-Scott      | 1432,57 |

### Classificação por equipas
| Posição | Equipa                | Pontos   |
| ------- | --------------------- | -------- |
| 1.º     | Deceuninck-Quick Step | 14835,15 |
| 2.º     | Bora-Hansgrohe        | 14192,86 |
| 3.º     | Jumbo-Visma           | 13128,07 |
| 4.º     | UAE Emirates          | 11765,33 |
| 5.º     | Astana                | 11474,5  |
| 6.º     | INEOS                 | 10547,08 |
| 7.º     | Movistar              | 10398    |
| 8.º     | Mitchelton-Scott      | 9093,74  |
| 9.º     | Lotto Soudal          | 8741,94  |
| 10.º    | Trek-Segafredo        | 8248     |

### Classificação por países
| Posição | País          | Pontos   |
| ------- | ------------- | -------- |
| 1.º     | Bélgica       | 13491,09 |
| 2.º     | Itália        | 11747,48 |
| 3.º     | Países Baixos | 11388,14 |
| 4.º     | França        | 10909,95 |
| 5.º     | Colômbia      | 10710,71 |
| 6.º     | Espanha       | 10039,62 |
| 7.º     | Eslovênia     | 9521,4   |
| 8.º     | Alemanha      | 9373,33  |
| 9.º     | Austrália     | 8820,45  |
| 10.º    | Dinamarca     | 8138,19  |

## Progresso das classificações
| Carreira (Vencedor)                              | Classificação individual | Classificação por equipas |
| ------------------------------------------------ | ------------------------ | ------------------------- |
| Tour Down Under (Daryl Impey)                    | Alejandro Valverde       | Deceuninck-Quick Step     |
| Cadel Evans Great Ocean Road Race (Elia Viviani) | Alejandro Valverde       | Deceuninck-Quick Step     |
| UAE Tour (Primož Roglič)                         | Alejandro Valverde       | Deceuninck-Quick Step     |
| Omloop Het Nieuwsblad (Zdeněk Štybar)            | Alejandro Valverde       | Deceuninck-Quick Step     |
| Strade Bianche (Julian Alaphilippe)              | Alejandro Valverde       | Deceuninck-Quick Step     |
| Paris-Nice (Egan Bernal)                         | Alejandro Valverde       | Deceuninck-Quick Step     |
| Tirreno-Adriático (Primož Roglič)                | Julian Alaphilippe       | Deceuninck-Quick Step     |
| Milão-Sanremo (Julian Alaphilippe)               | Julian Alaphilippe       | Deceuninck-Quick Step     |
| Três Dias de Bruges–De Panne (Dylan Groenewegen) | Julian Alaphilippe       | Deceuninck-Quick Step     |
| E3 BinckBank Classic (Zdeněk Štybar)             | Julian Alaphilippe       | Deceuninck-Quick Step     |
| Volta à Catalunha (Miguel Ángel López)           | Julian Alaphilippe       | Deceuninck-Quick Step     |
| Gante-Wevelgem (Alexander Kristoff)              | Julian Alaphilippe       | Deceuninck-Quick Step     |
| Através de Flandres (Mathieu van der Poel)       | Julian Alaphilippe       | Deceuninck-Quick Step     |
| Volta à Flandres (Alberto Bettiol)               | Julian Alaphilippe       | Deceuninck-Quick Step     |
| Volta ao País Basco (Íon Izagirre)               | Julian Alaphilippe       | Deceuninck-Quick Step     |
| Paris-Roubaix (Philippe Gilbert)                 | Julian Alaphilippe       | Deceuninck-Quick Step     |
| Volta à Turquia (Felix Großschartner)            | Julian Alaphilippe       | Deceuninck-Quick Step     |
| Amstel Gold Race (Mathieu van der Poel)          | Julian Alaphilippe       | Deceuninck-Quick Step     |
| Flecha Valona (Julian Alaphilippe)               | Julian Alaphilippe       | Deceuninck-Quick Step     |
| Liège-Bastogne-Liège (Jakob Fuglsang)            | Julian Alaphilippe       | Deceuninck-Quick Step     |
| Grande Prêmio de Frankfurt (Pascal Ackermann)    | Julian Alaphilippe       | Deceuninck-Quick Step     |
| Volta à Romandia (Primož Roglič)                 | Julian Alaphilippe       | Deceuninck-Quick Step     |
| Volta a Califórnia (Tadej Pogačar)               | Julian Alaphilippe       | Deceuninck-Quick Step     |
| Giro d'Italia (Richard Carapaz)                  | Julian Alaphilippe       | Deceuninck-Quick Step     |
| Critérium do Dauphiné (Jakob Fuglsang)           | Julian Alaphilippe       | Deceuninck-Quick Step     |
| Volta à Suíça (Egan Bernal)                      | Julian Alaphilippe       | Deceuninck-Quick Step     |
| Tour de France (Egan Bernal)                     | Julian Alaphilippe       | Deceuninck-Quick Step     |
| Clássica de San Sebastián (Remco Evenepoel)      | Julian Alaphilippe       | Deceuninck-Quick Step     |
| RideLondon-Surrey Classic (Elia Viviani)         | Julian Alaphilippe       | Deceuninck-Quick Step     |
| Volta à Polónia (Pavel Sivakov)                  | Julian Alaphilippe       | Deceuninck-Quick Step     |
| BinckBank Tour (Laurens De Plus)                 | Julian Alaphilippe       | Deceuninck-Quick Step     |
| EuroEyes Cyclassics (Elia Viviani)               | Julian Alaphilippe       | Deceuninck-Quick Step     |
| Bretagne Classic (Sep Vanmarcke)                 | Julian Alaphilippe       | Deceuninck-Quick Step     |
| Grande Prêmio de Quebec (Michael Matthews)       | Primož Roglič            | Deceuninck-Quick Step     |
| Volta a Espanha (Primož Roglič)                  | Primož Roglič            | Deceuninck-Quick Step     |
| Grande Prêmio de Montreal (Greg Van Avermaet)    | Primož Roglič            | Deceuninck-Quick Step     |
| Giro de Lombardia (Bauke Mollema)                | Primož Roglič            | Deceuninck-Quick Step     |
| Tour de Guangxi (Enric Mas)                      | Primož Roglič            | Deceuninck-Quick Step     |

## Vitórias no WorldTour

### Vitórias por corredor
- Notas: Em amarelo corredores de equipas de categoria Profissional Continental, Continental e selecções nacionais.

Inclui vitórias em prólogos.
| Posição | Ciclista               | Equipa                        | Etapa | Clássica | Geral | Total |
| ------- | ---------------------- | ----------------------------- | ----- | -------- | ----- | ----- |
| 1.º     | Sam Bennett            | Bora-Hansgrohe                | 11    | -        | -     | 11    |
| 1.º     | Primož Roglič          | Jumbo-Visma                   | 7     | -        | 4     | 11    |
| 3.º     | Julian Alaphilippe     | Deceuninck-Quick Step         | 6     | 3        | -     | 9     |
| 3.º     | Elia Viviani           | Deceuninck-Quick Step         | 6     | 3        | -     | 9     |
| 5.º     | Caleb Ewan             | Lotto Soudal                  | 8     | -        | -     | 8     |
| 6.º     | Pascal Ackermann       | Bora-Hansgrohe                | 6     | 1        | -     | 7     |
| 7.º     | Tadej Pogačar          | UAE Emirates                  | 4     | -        | 1     | 5     |
| 8.º     | Maximilian Schachmann  | Bora-Hansgrohe                | 4     | -        | -     | 4     |
| 8.º     | Peter Sagan            | Bora-Hansgrohe                | 4     | -        | -     | 4     |
| 8.º     | Dylan Groenewegen      | Jumbo-Visma                   | 3     | 1        | -     | 4     |
| 8.º     | Egan Bernal            | INEOS                         | 1     | -        | 3     | 4     |
| 8.º     | Jakob Fuglsang         | Astana                        | 2     | 1        | 1     | 4     |
| 8.º     | Fabio Jakobsen         | Deceuninck-Quick Step         | 4     | -        | -     | 4     |
| 8.º     | Fernando Gaviria       | UAE Emirates                  | 4     | -        | -     | 4     |
| 15.º    | Richard Carapaz        | Movistar                      | 2     | -        | 1     | 3     |
| 15.º    | Daryl Impey            | Mitchelton-Scott              | 2     | -        | 1     | 3     |
| 15.º    | Wout van Aert          | Jumbo-Visma                   | 3     | -        | -     | 3     |
| 15.º    | Simon Yates            | Mitchelton-Scott              | 3     | -        | -     | 3     |
| 15.º    | Philippe Gilbert       | Deceuninck-Quick Step         | 2     | 1        | -     | 3     |
| 15.º    | Michael Matthews       | Sunweb                        | 2     | 1        | -     | 3     |
| 21.º    | Zdeněk Štybar          | Deceuninck-Quick Step         | -     | 2        | -     | 2     |
| 21.º    | Miguel Ángel López     | Astana                        | 1     | -        | 1     | 2     |
| 21.º    | Adam Yates             | Mitchelton-Scott              | 2     | -        | -     | 2     |
| 21.º    | Íon Izagirre           | Astana                        | 1     | -        | 1     | 2     |
| 21.º    | Felix Großschartner    | Bora-Hansgrohe                | 1     | -        | 1     | 2     |
| 21.º    | Mathieu van der Poel   | Corendon-Circus               | -     | 2        | -     | 2     |
| 21.º    | Pello Bilbao           | Astana                        | 2     | -        | -     | 2     |
| 21.º    | Dylan Teuns            | Bahrain Merida                | 2     | -        | -     | 2     |
| 21.º    | Thomas de Gendt        | Lotto Soudal                  | 2     | -        | -     | 2     |
| 21.º    | Luka Mezgec            | Mitchelton-Scott              | 2     | -        | -     | 2     |
| 21.º    | Nairo Quintana         | Movistar                      | 2     | -        | -     | 2     |
| 21.º    | Alejandro Valverde     | Movistar                      | 2     | -        | -     | 2     |
| 21.º    | Rémi Cavagna           | Deceuninck-Quick Step         | 2     | -        | -     | 2     |
| 21.º    | Enric Mas              | Deceuninck-Quick Step         | 1     | -        | 1     | 2     |
| 35.º    | Patrick Bevin          | CCC                           | 1     | -        | -     | 1     |
| 35.º    | Jasper Philipsen       | UAE Emirates                  | 1     | -        | -     | 1     |
| 35.º    | Richie Porte           | Trek-Segafredo                | 1     | -        | -     | 1     |
| 35.º    | Magnus Cort            | Astana                        | 1     | -        | -     | 1     |
| 35.º    | Alexey Lutsenko        | Astana                        | 1     | -        | -     | 1     |
| 35.º    | Daniel Felipe Martínez | EF Education First            | 1     | -        | -     | 1     |
| 35.º    | Victor Campenaerts     | Lotto Soudal                  | 1     | -        | -     | 1     |
| 35.º    | Davide Formolo         | Bora-Hansgrohe                | 1     | -        | -     | 1     |
| 35.º    | Alexander Kristoff     | UAE Emirates                  | -     | 1        | -     | 1     |
| 35.º    | Alberto Bettiol        | EF Education First            | -     | 1        | -     | 1     |
| 35.º    | Emanuel Buchmann       | Bora-Hansgrohe                | 1     | -        | -     | 1     |
| 35.º    | Jan Tratnik            | Bahrain Merida                | 1     | -        | -     | 1     |
| 35.º    | Stefan Küng            | Groupama-FDJ                  | 1     | -        | -     | 1     |
| 35.º    | David Gaudu            | Groupama-FDJ                  | 1     | -        | -     | 1     |
| 35.º    | Kasper Asgreen         | Deceuninck-Quick Step         | 1     | -        | -     | 1     |
| 35.º    | Fausto Masnada         | Androni Giocattoli-Sidermec   | 1     | -        | -     | 1     |
| 35.º    | Iván García Cortina    | Bahrain Merida                | 1     | -        | -     | 1     |
| 35.º    | Cees Bol               | Sunweb                        | 1     | -        | -     | 1     |
| 35.º    | Arnaud Démare          | Groupama-FDJ                  | 1     | -        | -     | 1     |
| 35.º    | Cessar Benedetti       | Bora-Hansgrohe                | 1     | -        | -     | 1     |
| 35.º    | Ilnur Zakarin          | Katusha-Alpecin               | 1     | -        | -     | 1     |
| 35.º    | Dario Cataldo          | Astana                        | 1     | -        | -     | 1     |
| 35.º    | Giulio Ciccone         | Trek-Segafredo                | 1     | -        | -     | 1     |
| 35.º    | Nans Peters            | AG2R La Mondiale              | 1     | -        | -     | 1     |
| 35.º    | Damiano Cima           | Nippo-Vini Fantini-Faizanè    | 1     | -        | -     | 1     |
| 35.º    | Esteban Chaves         | Mitchelton-Scott              | 1     | -        | -     | 1     |
| 35.º    | Chade Haga             | Sunweb                        | 1     | -        | -     | 1     |
| 35.º    | Edvald Boasson Hagen   | Dimension Data                | 1     | -        | -     | 1     |
| 35.º    | Wout Poels             | INEOS                         | 1     | -        | -     | 1     |
| 35.º    | Rohan Dennis           | Bahrain Merida                | 1     | -        | -     | 1     |
| 35.º    | Dylan van Baarle       | INEOS                         | 1     | -        | -     | 1     |
| 35.º    | Luis León Sánchez      | Astana                        | 1     | -        | -     | 1     |
| 35.º    | Antwan Tolhoek         | Jumbo-Visma                   | 1     | -        | -     | 1     |
| 35.º    | Yves Lampaert          | Deceuninck-Quick Step         | 1     | -        | -     | 1     |
| 35.º    | Hugh Carthy            | EF Education First            | 1     | -        | -     | 1     |
| 35.º    | Mike Teunissen         | Jumbo-Visma                   | 1     | -        | -     | 1     |
| 35.º    | Thibaut Pinot          | Groupama-FDJ                  | 1     | -        | -     | 1     |
| 35.º    | Matteo Trentin         | Mitchelton-Scott              | 1     | -        | -     | 1     |
| 35.º    | Vincenzo Nibali        | Bahrain Merida                | 1     | -        | -     | 1     |
| 35.º    | Remco Evenepoel        | Deceuninck-Quick Step         | -     | 1        | -     | 1     |
| 35.º    | Jonas Vingegaard       | Jumbo-Visma                   | 1     | -        | -     | 1     |
| 35.º    | Matej Mohorič          | Bahrain Merida                | 1     | -        | -     | 1     |
| 35.º    | Pavel Sivakov          | INEOS                         | -     | -        | 1     | 1     |
| 35.º    | Tim Wellens            | Lotto Soudal                  | 1     | -        | -     | 1     |
| 35.º    | Álvaro Hodeg           | Deceuninck-Quick Step         | 1     | -        | -     | 1     |
| 35.º    | Filippo Ganna          | INEOS                         | 1     | -        | -     | 1     |
| 35.º    | Oliver Naesen          | AG2R La Mondiale              | 1     | -        | -     | 1     |
| 35.º    | Laurens De Plus        | Jumbo-Visma                   | -     | -        | 1     | 1     |
| 35.º    | Ángel Madrazo          | Burgos-BH                     | 1     | -        | -     | 1     |
| 35.º    | Jesús Herrada          | Cofidis, Solutions Crédits    | 1     | -        | -     | 1     |
| 35.º    | Nikias Arndt           | Sunweb                        | 1     | -        | -     | 1     |
| 35.º    | Sep Vanmarcke          | EF Education First            | -     | 1        | -     | 1     |
| 35.º    | Mikel Iturria          | Euskadi Basque Country-Murias | 1     | -        | -     | 1     |
| 35.º    | Sepp Kuss              | Jumbo-Visma                   | 1     | -        | -     | 1     |
| 35.º    | Sergio Higuita         | EF Education First            | 1     | -        | -     | 1     |
| 35.º    | Greg Van Avermaet      | CCC                           | -     | 1        | -     | 1     |
| 35.º    | Bauke Mollema          | Trek-Segafredo                | -     | 1        | -     | 1     |
| 35.º    | Daniel McLay           | EF Education First            | 1     | -        | -     | 1     |

### Vitórias por equipa
- Notas: Em amarelo equipas Profissionais Continentais.

Inclui vitórias em CRE.
| Posição | Equipa                        | Vitórias |
| ------- | ----------------------------- | -------- |
| 1.º     | Deceuninck-Quick Step         | 35       |
| 2.º     | Bora-Hansgrohe                | 31       |
| 3.º     | Jumbo-Visma                   | 25       |
| 4.º     | Astana                        | 15       |
| 5.º     | Mitchelton-Scott              | 13       |
| 6.º     | Lotto Soudal                  | 12       |
| 7.º     | UAE Emirates                  | 11       |
| 8.º     | INEOS                         | 8        |
| 9.º     | Bahrain Merida                | 7        |
| 9.º     | Movistar                      | 7        |
| 11.º    | Sunweb                        | 6        |
| 11.º    | EF Education First            | 6        |
| 13.º    | Groupama-FDJ                  | 4        |
| 14.º    | Trek-Segafredo                | 3        |
| 15.º    | AG2R La Mondiale              | 2        |
| 15.º    | Corendon-Circus               | 2        |
| 15.º    | CCC                           | 2        |
| 18.º    | Androni Giocattoli-Sidermec   | 1        |
| 18.º    | Katusha-Alpecin               | 1        |
| 18.º    | Nippo-Vini Fantini-Faizanè    | 1        |
| 18.º    | Dimension Data                | 1        |
| 18.º    | Burgos-BH                     | 1        |
| 18.º    | Cofidis, Solutions Crédits    | 1        |
| 18.º    | Euskadi Basque Country-Murias | 1        |

### Vitórias por países
- Incluem-se as vitórias em contrarrelógio por equipas.

| Posição | Equipa         | Vitórias |
| ------- | -------------- | -------- |
| 1.º     | Eslovênia      | 20       |
| 2.º     | Itália         | 19       |
| 2.º     | Bélgica        | 19       |
| 4.º     | Países Baixos  | 18       |
| 5.º     | Colômbia       | 16       |
| 6.º     | França         | 15       |
| 7.º     | Austrália      | 14       |
| 8.º     | Alemanha       | 13       |
| 8.º     | Espanha        | 13       |
| 10.º    | Irlanda        | 11       |
| 11.º    | Dinamarca      | 7        |
| 11.º    | Reino Unido    | 7        |
| 13.º    | Eslováquia     | 4        |
| 14.º    | Equador        | 3        |
| 14.º    | África do Sul  | 3        |
| 16.º    | Chéquia        | 2        |
| 16.º    | Áustria        | 2        |
| 16.º    | Noruega        | 2        |
| 16.º    | Rússia         | 2        |
| 16.º    | Cazaquistão    | 2        |
| 16.º    | Estados Unidos | 2        |
| 22.º    | Nova Zelândia  | 1        |
| 22.º    | Suíça          | 1        |